# 宜城镇太平天国王府及壁画
宜城镇太平天国王府及壁画位于中国江苏省无锡宜兴市宜城街道通贞观东路太平天国王府（因王府主人无法最终确认，故以此为泛称），为宜兴市区内保存最为完好的清代建筑。该建筑原为朱氏旧宅，清嘉庆十九年（1814）归史绍闻（道光三年进士），咸丰十年（1860）四月太平天国辅王杨辅清占据宜兴时将其改建为府第，后亦曾作为忠王李秀成行辕，并曾接待过首王、戴王、梯王和襄王等诸王，使用至同治三年（1864）正月，1955年在其中发现原以石灰涂抹遮盖的水墨壁画，遂予以保护和展示，并于1986年和2013年修缮。
建筑坐南朝北，红色院墙，原中轴线上为四进27间，东西两侧设有备弄，南有书房、厨房和浴室等，西有花园，其中第四进五间转盘楼毁于民国二年的火灾，现存大门（面阔七间、进深六架）、正厅（面阔五间，进深十一架）和后厅（面阔五间，进深八架），均为硬山顶，大门与正厅间有石库门和高院墙相隔。正厅内壁画共八幅，对称绘制于东西墙面，主题为四时景色，其中东墙为山水树木、池塘荷花、山间农舍和腊梅天竺（自南至北，下同），西墙为湖塘春柳、红梅绿柳、亭台山水和老树疏枝，后厅内壁画共四幅，绘制于明间东西墙面，壁画因长期受潮湿气候侵蚀，均已开始褪色剥落。另在大门背后的四扇屏门上绘有同时期的鲤跃龙门图，正厅正中二檐柱柱身上绘有五爪蟠龙（今为修缮时重绘，原物已被覆盖）。